# Minettia hubbardii
Minettia hubbardii är en tvåvingeart som först beskrevs av Daniel William Coquillett 1898.  Minettia hubbardii ingår i släktet Minettia och familjen lövflugor. Inga underarter finns listade i Catalogue of Life.